# Oxigen (pel·lícula)
Oxigen  (títol original: Oxygen) és una pel·lícula estatunidenca dirigida per Richard Shepard i estrenada l'any 1999. Ha estat doblada al català.

## Argument
Harry ha segrestat la dona d'un home ric a la porta de casa seva i l'ha enterrat viva dins un taüt en un bosc a prop de Nova York. Madeline Foster, (Maura Tierney), inspectora de policia encarregada del cas, aconsegueix acorralar el raptor però es resisteix a tots els interrogatoris. Comença llavors un joc perillós i pervers, del gat i la rata, limitat pel temps: la desapareguda enterrada només té unes hores d'oxigen.

## Repartiment
- Maura Tierney: Madeline Foster
- Adrien Brody: Harry
- James Naughton: Clark Hannon
- Terry Kinney: el capità Tim Foster
- Laila Robins: Frances Hannon
- Paul Calderon: Jesse
- Dylan Baker: Jackson Lantham
- Frankie Faison: Phil Kline
- Olek Krupa
- Duke el gos: Pooch

## Al voltant de la pel·lícula
- Oxygen és un dels primers papers principals de Adrien Brody, que assolirà un Cèsar i un Oscar l'any 2003 per a la seva actuació a El pianista de Roman Polanski.
- Aquest film marca la tercera col·laboració entre Maura Tierney, que en aquest moment treballava a la sèrie Urgències, i Richard Shepard.[3]

## Crítica
"Aquest petit i escabrós thriller resulta, a vegades, una mica bunyol, però el guionista i director Richard Shepar sap com tirar de les cordes"